# Lista över länsvägar i Blekinge län
Detta är en lista över länsvägar i Blekinge län. 
Numren på de övriga länsvägarna (500 och uppåt) är unika per län, vilket innebär att vägar i olika län kan ha samma nummer. För att hålla isär dem sätts länsbokstaven framför numret.
Rv är för riksvägar. Länsvägar inom länet, även primära, redovisas här utan K. 5028 i Lyckeby kan vara ett feltryck.

## Primära länsvägar 100–499
| Väg | Sträckning |
| --- | --- |
| 116 | (Bromölla-) Skåne länsgräns vid Östad-Jämshög (15). Samt Olofström (15,)- Kronobergs läns gräns väster Fridafors (-Fridafors) (Vägvisas gemensamt med väg 15 Jämshög-Olofström.). Genomfart Olofström: Kyrkhultsvägen |
| 119 | (Lönsboda-) Skåne läns gräns vid Hjortnabben-Kronobergs läns gräns vid Stensjönäs (-Ryd) |
| 122 | Tpl Karlskrona öst (E22)-Uddabygd (28)- Alnaryd (685)-Eringsboda (653) (688) - Kronobergs läns gräns vid Högalund (-Växjö)(Gemensam sträckning med 28, Tpl Karlskrona öst-Uddabygd                                    |
| 123 | Tpl Listerlandet (E22, 523)-Norremark (509)- Mjällby (505,552)-Hörbygård (506)-Hannetorp (507,516)-Lassabo (520)-Skogshagen (501)- Nogersund jämte väg 123.01 till Nogersunds hamn                                    |
| 126 | Asarum (29)-Svängsta-Kronobergs läns gräns vid Fridafors (-Ryd) |

## 500–599
- Länsväg K 501: Sölve (508) – Siretorp (502) – Mörby (505) – Istaby (503, 506) – Stiby (507) – Hällevik (504) – Skogshagen (123)
- Länsväg K 502: Västra Näs – Siretorp (501)
  - Länsväg K 502.01: 502 – Mörby
- Länsväg K 503: Torsö – Istaby (501)
- Länsväg K 504: väg till södra vågbrytaren i Hällevik (501)
- Länsväg K 505: Mörby (501) – Mjällby (123)
- Länsväg K 506: Istaby (501) – Hörbygård (123)
- Länsväg K 507: Stiby (501) – Hannetorp (123)
- Länsväg K 508: Sölvesborg, Snapphanegatan (508.01) – Sölve (501, 123) – Ysane (511, 525, 509) – Norje (516, 530, 612) – Pukavik (522, 549) – trafikplats Mörrum V (569).
  - Länsväg K 508.01: 508 – E 22.
- Länsväg K 509: Norremark (123) – Björkelund (510) – Ysane (511, 508)
- Länsväg K 510: Ekengård (508) – Björkelund (509)
- Länsväg K 511: förbindelseväg sydost Ysane kyrka (508 – 509)
- Länsväg K 512: Mjällby (552) – Hosaby (516) – Hosaby stärkelsefabrik (520) – Markasträtet (518) – Hörvik (513) – Hörviks hamn. Genomfart Mjällby: Listervägen
- Länsväg K 513: Hörvik (512) – Krokås fiskeläge
- Länsväg K 514: Mjällby (552) – Mjällby kyrka (515) – Mjällby (516). Genomfart Mjällby: Kyrkvägen – Klockskogsvägen
  - Länsväg K 514.01: till Mjällby kyrka
- Länsväg K 515: förbindelseväg i Mjällby (552 – 514)
- Länsväg K 516: Hannetorp (123) – Hosaby (512) – Mjällby (552, 518, 514) – Lörby (517) – Norje (508). Genomfart Mjällby: Hosabyvägen – Lörbyvägen
- Länsväg K 517: Lörby (516) – Djupekås
- Länsväg K 518: Mjällby (516) – Mjällbyljunga – Markasträtet (512)
- Länsväg K 519: förbindelseväg i Mjällby (552 – 515)
  - Länsväg K 519.01: (återvändsgata)
- Länsväg K 520: Lassabo (123) – Hosaby stärkelsefabrik (512)
- Länsväg K 521: trafikplats Sölvesborg väst (E22.01) – Skåne läns gräns vid Ynde (– Grödby, LM 2086)
- Länsväg K 522: trafikplats Sölvesborg öst (E22) – Gummarp (523) – Gammalstorp (525, 526) – Skvaltan (527) – Ryedal (529, 528) – Agerum (532, 531) – Pukavik (508)
- Länsväg K 523: trafikplats Listerlandet (E22) – Gummarp (522)
- Länsväg K 524: (Valje –, LM 2078) Skåne län gräns – Kämpaslätten (E22.01) – trafikplats Sölvesborg öst (E 22, 522). Sträckan från Valje till länsväg K 508 var fram till 1995 del av E22.
- Länsväg K 525: Gammalstorp (522) – Ysane kyrka (508)
- Länsväg K 526: väg till Gammalstorps kyrka (522)
- Länsväg K 527: Skvaltan (522) – Ebbalycke (528) – Bjäraryd (533) – Kylinge (534, 15)
- Länsväg K 528: Ebbalycke (527) – Ryedal (522)
- Länsväg K 529: Ryedal (522) – Möllebjörke (531) – Norje (530)
- Länsväg K 530: vägen genom Norje (delen 508 – 612 – 529 – 508)
- Länsväg K 531: Möllebjörke (529) – Agerum (522)
- Länsväg K 532: Agerum (522) – Sandbäck (533) – Sandbäck (535)
- Länsväg K 533: Bjäraryd (527) – Sandbäck (532)
- Länsväg K 534: (Gonarp –, LM 2092) – Skåne läns gräns vid Djupadal – Kylinge (527)
- Länsväg K 535: Målen (Rv15) – Sandbäck (532) – Brännelycke (Rv15)
- Länsväg K 536: (Bökestad Sågmölla –, LM 2146) – Skåne läns gräns söder Boafall – Boafall (542) – Jämshög (579). Genomfart Jämshög: Boafallsvägen – De ungas väg
- Länsväg K 538: L Nyteboda (540) – Halabron (542) – Olofström (538.01) – Ö Ringvägen (579) – Hämmingsmåla (581, 582) – Bommerstorp (588) – Gaslunda (545) – Boarp (126). Genomfart Olofström: väg 15 – väg 116 – Ö Ringvägen väg 579.
  - Länsväg K 538.01: Olofström (538) – 15
- Länsväg K 539: väg genom Jämshög (Rv15 – 607 – 536 – Rv15)
- Länsväg K 540: (Arkelstorp –, M 2106) – Skåne läns gräns vid Hallsjön – L Nyteboda (538) – Vilshult (Rv15) jämte väg 540.01 (Kruseboda –, 2126) – Kristianstads läns gräns vid L Nyteboda – L Nyteboda (540)
  - Länsväg K 540.01: ???
- Länsväg K 541: Jämshög (579) – Axtorp (543) – Gränum (544, 545) – Håkantorp (562) – Mellanbäck (547, 563) – Gravagården (546, 566) – Mörrum (569). Genomfart Mörrum: Mellanbäcksvägen
- Länsväg K 542: Boafall (536) – Halabron (538)
- Länsväg K 543: Skrivarehagen (Rv15) – Axtorp (541)
- Länsväg K 544: förbindelseväg i Gränum (Rv15 – 546 – 541)
- Länsväg K 545: Värhult (Rv15) – Södergård (546) – Gränum (541) – Gaslunda (538)
- Länsväg K 546: Gränum (544) – Södergård (545) – Brinkamåla (547) – Gravagården (541)
- Länsväg K 547: Björkenäs (Rv15) – Gustavstorp (548, 548) – Brinkamåla (546) – Mellanbäck (541)
- Länsväg K 548: Boahage – Gustavstorp (547) – Galleryda (549) – Buskelund (550) – Mörrum (569)
- Länsväg K 549: Stensnäs (508) – Galleryda (548)
- Länsväg K 550: Buskelund (548) – väg till soptipp – Mörrum (569)
- Länsväg K 552: förbindelseväg i Mjällby (123 – 512 – 514 – 515 – 519 – 516). Genomfart Mjällby: Västra Mjällbyvägen
- Länsväg K 553: väg till Mörrums järnvägsstation (606)
- Länsväg K 554: Kolahalla (555) – Vekerum (557) – trafikplats Mörrum öst (E22) – Mörrum (555, 606). Genomfart Mörrum: Vekerumsvägen
- Länsväg K 555: trafikplats Mörrum V (E22, 569) – Elleholm – Kolahalla (554) – Mörrum (554)
- Länsväg K 556: Vekerum (557) – Duveryd (Rv29)
- Länsväg K 557: Vekerum (554, 564, 556) – Stilleryd (558) – Karlshamn (Rv29, E 22.02)
- Länsväg K 558: Stillerydshamnen – Stilleryd (557) – Horsaryd – Asarum (606)
- Länsväg K 560: Sternö – (Oljehamnen) – Karlshamn (Rv29). Genomfart Karlshamn: Oljehamnsvägen
- Länsväg K 561: förbindelseväg i Asarum (606, 577)
- Länsväg K 562: Håkantorp (541) – Öjavad (126)
- Länsväg K 563: Mellanbäck (541) – Forneboda (567) – Tången (569)
- Länsväg K 564: Klavudden – Vekerum (557) – trafikplats Mörrum (554)
- Länsväg K 566: Gravagården (541) – Mörrums Ryd (567, 569)
- Länsväg K 567: Mörrums Ryd (566) – Forneboda (563) – Bökemåla (568) – Bräkneboda – Faråkra (569)
- Länsväg K 568: Bökemåla (567) – Ruemåla
- Länsväg K 569: trafikplats Mörrum väst (E22, 508, 555) – Mörrum (550) – Mörrum (606, 548) – Mörrum (605, 541) – Mörrums Ryd (566) – Tången (563) – Faråkra (567, 578) – Svängsta (126). Genomfart Mörrum: Kungsvägen – Svängstavägen
- Länsväg K 571: Mörrum (606) – Furuboda (573) – Gungvala (126). Genomfart Mörrum: Gungvalavägen
- Länsväg K 573: Furuboda (571) – Torarp – Gungvala (126)
  - Länsväg K 573.01: 573 – 29
- Länsväg K 575: Svängsta (126, 577) – Kärrsjön (580) – Högaböke (602) – Hemgölen (601) – Norrhagen (591) – Kronobergs läns gräns vid Smedtorpet (– Ryd, G 648)
- Länsväg K 576: Gungvala (126) – Gungvalaryd (577)
- Länsväg K 577: Asarum (606, 561, 622) – Tostarp (623) – Gungvalaryd (Rv29, 576) – Ebbarp – Svängsta (575)
- Länsväg K 578: Faråkra (569) – Svängsta (126)
- Länsväg K 579: Jämshög (Rv15) – Rösjö (581) – Ö Storgatan (538) – Kyrkhultsvägen (116)
- Länsväg K 580: Kärrsjön (575) – Åkeholm – Hallandsboda (126)
  - Länsväg K 580.01: Åkeholm (580) – Åkarp (126)
- Länsväg K 581: Rösjö (579) – Hemmingsmåla (538)
- Länsväg K 582: Hemmingsmåla (538) – Biskopsmåla (609)
- Länsväg K 583: Snövleboda – Isaksmåla (584)
- Länsväg K 584: Rudesjön (585) – Isaksmåla (583) – Kyrkhult (116)
- Länsväg K 585: Vilshult (Rv15) – Rudesjön (584) – Emmedal (593) – Kyrkhult (116, 116, 595, 595, 591) – Mörkamåla (600, 585)
- Länsväg K 587: Biskopsmåla (609) – Mörkamåla (600, 585)
- Länsväg K 588: Bommarstorp (538) – Månasken (589) – Hemsjö (601)
- Länsväg K 589: Månasken (588) – Karamåla (585)
- Länsväg K 591: Kyrkhult (585) – Ebbemåla (126) – Hovmansbygd – Norrhagen (575)
- Länsväg K 593: Emmedal (585) – Björkefall (594) – Kåraboda (595)
- Länsväg K 594: Väghult (595) – Björkefall (593) – Björkefall (593) – Falsehult
- Länsväg K 595: Källeboda (116) – Kyrkhult (585, 585) – Mörbohult (599) – Fridhem (116) – Väghult (594, 597) – Kåreboda (593) – Farabol (598, 608) – Kronobergs läns gräns vid Hästskobäck (– Siggaboda, G 654)
- Länsväg K 596: Skälmershult (Rv15) – Skåne läns gräns vid Ulvshult (– Tosthult, M 2144)
- Länsväg K 597: väg genom Väghult (595 – 116)
- Länsväg K 598: Farabol (595) – Kronobergs läns gräns vid Hjortalid (– Fridafors, G 645)
- Länsväg K 599: Mörbohult (595) – Kräftemåla (126)

## 600–699
- Länsväg K 600: Källeboda (116) – Mörkamåla (587)
- Länsväg K 601: Hemsjö (126) – Hemgölen (575) – Ringamåla (602, 604, 604) – Påkamåla (603) – Dannemark (629)
  - Länsväg K 601.01: Hemsjö (601 – 126)
- Länsväg K 602: Högaböke (575) – Ringamåla (601)
- Länsväg K 603: Jeppshoka (629) – Påkamåla (601)
- Länsväg K 604: väg genom Ringamåla (601 – 601)
- Länsväg K 605: Mörrumsbro (606) – Mörrum (569)
- Länsväg K 606: Mörrum (569, 553) – Mörrum (605) – Mörrum (554, 571) – Rosendal (Rv29) – Asarum (558, 561, 577) – trafikplats Karlshamn norr (E22). Genomfart Asarum: Mejerivägen
- Länsväg K 607: förbindelseväg söder Jämshög (116 – 539)
- Länsväg K 608: Nabben (119) – Farabol (595)
- Länsväg K 609: väg genom Biskopsmåla (116 – 582 – 587 – 116)
- Länsväg K 610: (Jämshögsvägen) L Holje (615) – Olofström (538)
- Länsväg K 611: Olofström (116) – Stensliperiet (Rv15)
- Länsväg K 612: förbindelseväg i Norje (530 – 508)
- Länsväg K 613: förbindelseväg i Olofström (538 – 116)
- Länsväg K 614: N Ringvägen (538) – (Rv15)
- Länsväg K 615: (Idrottsvägen) L Holje (Rv15) – Olofström (538)
- Länsväg K 616: Belganet (631, 646) – Öljehult (Rv30)
- Länsväg K 617: Rävsmåla (659) – Kronobergs läns gräns vid Getamåla (– Dångebo, G 779)
- Länsväg K 618: delen (E22.04, 662) – Risanäsvägens infart vid Bussemåla – Risanäsvägen – Västra infarten till oljecisternerna vid Ekenäs – Ronneby hamn (662) – Angelskog (660) – Hulta (669, E22.05)
- Länsväg K 619: Kallinge (652) – Blekinge flygflottilj
- Länsväg K 620: trafikplats Karlshamn öst – Kopprarp (623) – Trensum (631, 630) – Åryd (634) – trafikplats Åryd (E22, 633) – Märserum (634) – Evaryd (638) – Bräkne Hoby (642, 641, 640) – Kölja (648) – Bredåkra (Rv27)
- Länsväg K 621: Björstorp (638) – trafikplats Bräkne-Hoby (641)
- Länsväg K 622: Asarum (577) – Froarp (623) – Elsebråne (626) – Långehall (631)
- Länsväg K 623: Tostarp (Rv29, 577) – Froarp (622, 625) – Kopprarp (620)
- Länsväg K 624: Björkeryd (643) – Tararp (642)
- Länsväg K 625: Froarp (623) – Tararp
- Länsväg K 626: Pernilshoka (Rv29) – Elsebråne (622)
- Länsväg K 628: Ire (629) (Rv29) – Ljungsjömåla – Galtsjön – Belganet (631)
  - Länsväg K 628.01: 628 – Halahult (631)
- Länsväg K 629: S. Hoka (Rv29) – Jeppshoka (603) – Danemark (601) – Kronobergs läns gräns vid Loberget (– G 655)
- Länsväg K 630: Matvik – Trensum (620)
- Länsväg K 631: Trensum (620) – Elisberg – Långehall (622) – Halahult (635) – Ryhålen (643) – Stengölsmåla (644) – Belganet (628) – Belganet (616, 646)
- Länsväg K 632: Anneberg – St Kulleryd (639)
- Länsväg K 633: Guövik – trafikplats Åryd (E22, 620) – Åryds kyrka (634)
- Länsväg K 634: Åryd (620) – Åryds kyrka (633) – Märserum (635, 620)
- Länsväg K 635: Märserum (634) – Halahult (631)
- Länsväg K 636: Järnavik – Torp (638)
- Länsväg K 637: Hasselstad (653) – Möllenäs (Rv27)
- Länsväg K 638: Evaryd (620) – Torp (636) – Björstorp (639) – Vieryd – Saxemara – Risanäs – Ronneby (E22.04)
- Länsväg K 639: Sonekulla – St Kulleryd (632) – Björstorp (638)
- Länsväg K 640: Ronnebyvägen i Bräkne Hoby samhälle (641 – 620)
- Länsväg K 641: trafikplats Bräkne Hoby (E22, 620) – Bräkne Hoby kyrka (640) – Bräkne Hoby järnvägsstation (642). Genomfart Bräkne Hoby: Häradsvägen
- Länsväg K 642: Bräkne Hoby (620) – Bräkne Hoby järnvägsstation (641) – Dönhult (643) – Rödby (647) – Tararp (624) – St Årsjömåla (645) – Backaryd (Rv27)
- Länsväg K 643: Dönhult (642) – Björkeryd (624) – Ryhålan (631)
- Länsväg K 644: Stengölsmåla (631) – Hejan (645)
- Länsväg K 645: St Årsjömåla (642) – Hejan (644, 649)
- Länsväg K 646: Belganet (616, 631) – Hallabro (Rv27)
- Länsväg K 647: Rödby (642) – St Silpinge (648) – Kartaby (Rv27)
- Länsväg K 648: Kölja (620) – St Silpinge (647)
- Länsväg K 649: Backaryd (Rv27) – Hejan (645) – V Skörje (Rv27)
- Länsväg K 650: Ronneby (Gångbrogatan) – trafikplats Ronneby (E22) – Kallinge (652) – Bokön (654) – Måstad (122). Genomfart Ronneby: Kallingevägen. Kallinge: Ronnebyvägen – Kallebergavägen
- Länsväg K 651: Sörby (Rv27) – Kallinge (658, 652)
- Länsväg K 652: trafikplats Kallinge (Rv27) – Kallinge (658, 619) – Kallinge (651) – Kallinge (650)
  - Länsväg K 652.01: 652 – Kallinge flygstation
- Länsväg K 653: Bredåkra (652) – Hasselstad (637) – Möljeryd (656, 654) – Eringsboda (657, 122) – Alvarsmåla (685) – Kroksjön (687) – Holmsjö (Rv28)
- Länsväg K 654: Möljeryd (653) – Bokön (650)
- Länsväg K 655: väg till Ettebro skola (Rv27)
- Länsväg K 656: Backaryd (Rv27) – Möljeryd (653)
- Länsväg K 657: Backaryd (Rv27) – Hjorthålan (661) – Eringsboda (653)
- Länsväg K 658: förbindelseväg i Kallinge (söder om 651) – Kallinge (651) – Kallinge (652)
- Länsväg K 659: Hallabro (Rv27) – Värmanshult (661) – Rävsmåla (617) – Kronobergs läns gräns vid Tattamåla (– Konga, G 783)
- Länsväg K 660: Angelskog (618) – Heaby (663)
- Länsväg K 661: Värmanshult (659) – Hjorthålan (657)
- Länsväg K 662: Ronneby hamn (618) – utfartsvägen från Rustorp – Ronneby Brunns södra utfart – Ronneby Brunns södra infart – Ronneby (618, 638)
- Länsväg K 663: Leråkra (669) – Heaby (660) – Korsanäs (664, 696) – Kuggeboda (666) – Kullagården (696) – Yxnarum (667) – Listerby (E22)
- Länsväg K 664: Gökalvs lotsstation – Gö (665) – Korsanäs (663)
- Länsväg K 665: Göholm – Gö (664)
- Länsväg K 666: Kuggeboda (663) – Kuggeboda brygga
- Länsväg K 667: Yxnarum (663) – Leråkra (669)
- Länsväg K 668: Leråkra (669) – Hjortsberga (669)
- Länsväg K 669: Hulta (618) – Leråkra (668, 663, 667) – Björketorp (E22) – Hjortsberga (668, 698) – Tjustorp (672) – Bråstorp (122)
- Länsväg K 670: Listerby (E22) – Johannishus (698) – Johannishus järnvägsstation (672)
- Länsväg K 671: Oxlaby (663) – Ryd (663)
- Länsväg K 672: St Vambåsa (E22) – Johannishus järnvägsstation (670) – Tjustorp (669)
- Länsväg K 673: Garpahamnen – L Bredavik (701) – St Vambåsa (E22)
- Länsväg K 674: Allatorp (682) – Fridlevstad (680, 122)
- Länsväg K 675: Bjärby (E22) – trafikplats Nättraby (E22, 678)
- Länsväg K 676: Nättraby kyrka (678) – Dalby (679)
- Länsväg K 678: Skillinge (E22) – Nättraby kyrka (676) – trafikplats Nättraby (675, E22, 679) – Björkeryd (680) – Hörryda (122)
- Länsväg K 679: trafikplats Nättraby (678) – trafikplats Nättraby (E22) – Nättraby bruk – Dalby (676) – St Boråkra (679.01) – Allatorp (682) – trafikplats Karlskrona väst (E22)(E 22.06)
  - Länsväg K 679.01: St Boråkra (679) – trafikplats Trantorp (E22)
- Länsväg K 680: Björkeryd (678) – Fridlevstad (674)
- Länsväg K 682: Allatorp (679, 674) – Ålabäck (683) – Rödeby (Rv28, 726)
- Länsväg K 683: Ålabäck (682) – Uddabygd (122)
- Länsväg K 684: Höryda (122) – Bostorp (Rv28)
- Länsväg K 685: Alnaryd (122) – Alvarsmåla (653)
- Länsväg K 687: Gäddegöl (688) – Kroksjön (653)
- Länsväg K 688: N Eringsboda (122, 693) – Gäddegöl (687) – Kalmar läns gräns vid Ulvsmåla (– Nyttorp, H 500)
- Länsväg K 689: Holmsjö (Rv28) – Kalmar läns gräns vid Ö Kalven (– Långasjö, H 501)
- Länsväg K 690: Furs bro (Rv28) – Saleboda järnvägsstation
- Länsväg K 692: Staffansbygd (Rv28) – Sillhövda kyrka (Rv28)
- Länsväg K 693: väg genom Eringsboda (122 – 688)
- Länsväg K 694: Holmsjö (Rv28) – SO Åbyholm (695) – Ledja (729)
- Länsväg K 695: SO Åbyholm (694) – Kalmar läns gräns vid Parismåla (– Muggetorp, H 505)
- Länsväg K 696: Korsanäs (663) – Kullagården (663)
- Länsväg K 697: Tving (122, 699) – Nävragöl (Rv28)
- Länsväg K 698: Hjortsberga (669) – Johannishus (670)
- Länsväg K 699: förbindelseväg i Tving (122 – 697)

## 700–799
- Länsväg K 701: Hallarna Byrum (702) – L Bredavik (673) – St Bredavik (704) – L Horn inkl brygga
- Länsväg K 703: Hallarna (701) – Näset (673)
- Länsväg K 704: Garpahamnen på Hasslö – St Bredavik (701)
- Länsväg K 705: Aspö kyrka (706) – Poststationen (706)
- Länsväg K 706: Djupviken – Aspö kyrka (705) – Poststationen (705) – Lökanabben (707, 708) – Lökanabbens brygga
- Länsväg K 707: Lökanabben (706, 708) – Aspö mad
- Länsväg K 708: Lökanabben (706, 707) – Hornudden
- Länsväg K 709: Tjurkö (738) – Herrgården (711) – Herrgårdsviken
- Länsväg K 710: Maren – Tjurkö (738)
- Länsväg K 711: Herrgården (709) – Nabben
- Länsväg K 712: Sanda brygga – Sanda (738)
- Länsväg K 721: Tockamåla (E22) – Milasten (763)
- Länsväg K 723: Fäjö sund – Lösen (745)
- Länsväg K 724: Torskors (Rv28) – Mölletorp (725). Genomfart Vedeby gata Augerumsvägen
- Länsväg K 725: Lyckeby (745) – Mölletorp (724) – Augerum (736) – Sandbäcksmåla (733) – Strågeryd (734) – Sälleryd (744) – Flyeryd (726, 758) – Kalmar läns gräns vid Flyeryd (– Torsås, H 513)
- Länsväg K 726: Rödeby (Rv28, 728, 727) – Kestorp (729) – Björsmåla (764) – Allsjömåla (733) – Ulvasjömåla (735) – Flyeryd (725)
- Länsväg K 727: Johannesberg (Rv28) – Rödeby kyrka (726)
- Länsväg K 728: Rödeby (Rv28) – Mörtövägen – Stationsvägen (726)
- Länsväg K 729: Kestorp (726) – Stengöl (730, 764) – Buggamåla (732) – Ledja (694) – Kalmar läns gräns vid Flaken (– Petamåla, H 506)
- Länsväg K 730: Bostorp (Rv28) – Spjutsbygd (731) – Stengöl (729)
- Länsväg K 731: Spjutsbygd (730) – Bottnansmåla
- Länsväg K 732: Nävragöl (Rv28) – Buggamåla (729) – Kalmar läns gräns vid Rörsmåla (– Gullaboås, H 510)
- Länsväg K 733: Sandbäcksmåla (725) – Kättilsmåla (734, 735) – Allsjömåla (726) – Kalmar läns gräns vid Brunsmo (– Bidalite, H 511)
- Länsväg K 734: Kättilsmåla (733) – Strågeryd (725)
- Länsväg K 735: Kättilsmåla (733) – Ulvasjömåla (726) – Kalmar läns gräns vid Ulvasjömåla (– Juanslycke, H 515)
- Länsväg K 736: Lösen (E22) – Augerums kyrka (725)
- Länsväg K 737: Säby (738) – Ramdala (E22)
- Länsväg K 738: Torstäva (E22) – Säby (737) – Möcklö (739) – Västernäs (740) – Ekenäs (740) – Bredavik (741) – Kullen (742) – Sanda (712) – Ekenabben (761) – Tjurkö (709, 710) – Finskan
- Länsväg K 739: Möcklö (738) – Solåkra
- Länsväg K 740: Ekenäs (738) – Västernäs (738)
- Länsväg K 741: väg till Bredaviks lastageplats (738)
- Länsväg K 742: Kullen (738) – Sturkö kyrka
- Länsväg K 744: Vallby (E22) – Sälleryd (725)
- Länsväg K 745: Vedeby (Rv28) – Lyckeby (5028, 725) – Lösen (723, E22, 736)
- Länsväg K 746: Jämjö (E22) – Fågelmara (758, E22)
- Länsväg K 748: Torhamns lastageplats – Torhamns kyrka (751) – Gisslevik (750) – Steneryd (752) – Jämjö (E22)
- Länsväg K 749: (Brömsebro –, H 516) – Kalmar läns gräns vid Korpavik – Björkelycke (763)
- Länsväg K 750: Grebbegården – Gisslevik (748)
- Länsväg K 751: Torhamns kyrka (748) – Sandhamn (762) – Truseryd (752) – Konungshamn (753) – Klakebäck (754) – Olsäng (755) – N Femmeryd (756) – Eklunda (757)
- Länsväg K 752: Steneryd (748) – Truseryd (751)
- Länsväg K 753: Konungshamn (751) – Jämjö (754, E22)
- Länsväg K 754: Jämjö (753) – Klakebäck (751)
- Länsväg K 755: Törnåkra (E22) – Olsäng (751)
- Länsväg K 756: Fågelmara (E22) – N Femmeryd (751)
- Länsväg K 757: Fågelmara (E22) – Eklunda (751) – Kristianopel (763) – Kristianopels hamn
- Länsväg K 758: Fågelmara (746) – Flyeryd (725)
- Länsväg K 759: väg genom Brömsebro (E22) – Kalmar läns gräns vid Brömsebro (– Korpavik, H 516)
- Länsväg K 760: förbindelseväg i Brömsebro (759 – E22)
- Länsväg K 761: Ekenabbens fiskehamn – Ekenabben (738)
- Länsväg K 762: Sandhamns fiskehamn – Sandhamn (751)
- Länsväg K 763: Kristianopel (757) – Milasten (721) – Björkelycke (749) – Kalmar läns gräns vid Bröms (– Lökaryd, H 512)
- Länsväg K 764: Stengöl (729) – Björsmåla (726)

### Övriga källor
- Samtliga allmänna vägar publiceras på kartan Väginformation - Allmänna vägar, bärighetsklasser, framkomlighetsbegränsningar och rekommenderade färdvägar för transporter av farligt gods. Denna utges länsvis av Trafikverket i samarbete med länsstyrelsen.

- Varje länsstyrelse publicerar, i stort sett årligen, en sammanställning över de allmänna vägarna i länet. Författningen, utan karta, erhålles från respektive länsstyrelse (kallas även Vägkungörelse). Trafikverket säljer de tillhörande kartorna.

- Blekinge läns författningssamling - 10 FS 2013:3 med Sammanställning över allmänna vägar i Blekinge län 2013[död länk]. Gällande från 20130401.